# Вортман, Иво
И́во Ардаис Во́ртман или Иво (порт. Ivo Ardais Wortmann; род. 10 марта 1949, Куараи, Риу-Гранди-ду-Сул) — бразильский футболист, ныне футбольный тренер.

## Карьера игрока

### Клуб
В бытность футболистом Иво Вортман играл на позиции оборонительного полузащитника. Он выступал за клубы «Америка» (Рио-де-Жанейро) и «Палмейрас», и сыграл более ста матчей в чемпионате Бразилии по футболу.

### Сборная
Был включен в заявку сборной Бразилии на Кубке Америки 1975, но на поле так и не вышел.

## Достижения
Тренерские
- Победитель чемпионата штата Риу-Гранди-ду-Сул среди игроков до 20 лет: 1981
- Победитель чемпионата мира для игроков до 16 лет: 1989
- Победитель чемпионата Азии для игроков до 16 лет: 1988